# Сељачки устанак Вота Тајлера
Сељачки устанак Вота Тајлера у Енглеској догодио се 1381. године. Вође буне су били Вот Тајлер, Џон Бол и Џек Стро. Сељачка буна је избила због тешких пореза наметнутих да би се финансирао Стогодишњи рат.

### Догађаји који су довели до побуне
Црна смрт је убила 1348. године милионе људи у Енглеској. Након Црне смрти осећао се велики недостатак радне снаге, па су слободни сељаци и кметови тражили далеко веће плате и услове. Велепоседници успевају да прогурају 1351. кроз парламент неправедни Статут радне снаге, по коме се лимитира максимална зарада, а ограничава се и мобилност радне снаге, тако да кмет не може прећи на имање властелина, који нуди боље услове.
Да би се финансирао Стогодишњи рат уводе се нови порези. Фиксни порез по особи, независан од имовинског стања уведен је 1377. године. Други порез уведен је 1379, а трећи порез је био три пута већи од другог и показао се као још неправеднији. Био је много произвољнији.

### Први протести
Побуна је почела у Есексу, где су сељаци напали исувише ревне скупљаче пореза. Побуна се раширила по околним регионима. Нападали су племиће и цркве. У јуну 1381, две групе обичних људи из Кента и Есекса кренули су према Лондону. Изразити вођа је био Вот Тајлер из Кента. Кад су дошли до предграђа Лондона 12. јула охрабрио их је свештеник Џон Бол питањем где су били џентлмени, у доба Адама и Еве. Охрабрени са том проповеди побуњеници прелазе лондонски мост и долазе у срце Лондона.
Нису нападали по Лондону без реда, него су систематски нападали оно што је припадало регенту Џону од Гента или реду витезова хоспиталаца.

### Напад на Лондонску кулу
У исто време, група побуњеника упада у Лондонску кулу и убија све које ту затиче, укључујући:
- Лорд канцелар (главни министар) — Сајмон од Садберија;
- надбискупа од Кентерберија — главни црквени поглавар Енглеске;
- мајстора Велике Ложе Витеза Хоспиталаца (Јовановаца), који је био главни краљевски благајник Роберт де Халс.

Побуњеници уништавају Савојску палату, која је припадала регенту Џону од Гента.

### Састанак са младим краљем Ричардом II
Обратио им се малолетни краљ Ричард II 14. јула. Они су краљу изложили листу својих захтева:
- праведније порезе,
- укидање кметства,
- отказ неким непопуларним министрима,
- и остали захтеви.

Малолетни краљ Ричард II пристаје на реформе пореза и на укидање кметства.

### Смитфилд
У Смитфилду у Лондону се настављају даљи преговори. Ту сељаци захтевају и да се огромна црквена имања поделе сељацима. Кад је Вот Тајлер дошао на преговоре убијају га.
Краљ долази до сељака и говори им да Вот Тајлера проглашава витезом, а да ће сељачким захтевима бити удовољено. Рекао је да оду до једне пољане, где ће им се касније обратити Вот Тајлер. Краљ је лагао. Племство је на брзину скупило 7.000 војника и лако су растерали сељаке. Вође су похватили и побили. Убили су и Џона Бола и Џека Строа.
Након кршења побуне краљ је повукао своја обећања. Побуна је затим скршена и у осталим деловима Енглеске.